# بيلي أيدول
بيلي أيدول (بالإنجليزية: Billy Idol)‏ (و. 1955  م) هو مغني، وممثل، وممثل أفلام، وكاتب أغاني، وموسيقي، من المملكة المتحدة.

## التعليم
تعلم في جامعة برايتون، وجامعة ساسكس، وRavensbourne School, Bromley ‏، وSeahaven Academy ‏.

## وصلات خارجية
- بيلي أيدول على موقع IMDb (الإنجليزية)
- بيلي أيدول على موقع ميوزك برينز (الإنجليزية)
- بيلي أيدول على موقع رولينغ ستون (الإنجليزية)
- بيلي أيدول على موقع أول موفي (الإنجليزية)
- بيلي أيدول على موقع قاعدة بيانات الأفلام السويدية (السويدية)
- بيلي أيدول على موقع إن إن دي بي (الإنجليزية)
- بيلي أيدول على موقع أول ميوزيك (الإنجليزية)
- بيلي أيدول على موقع ديسكوغز (الإنجليزية)
- بيلي أيدول على موقع قاعدة بيانات الفيلم (الإنجليزية)
- بيلي أيدول على موقع كينوبويسك (الروسية)